# Mausolée Törley
Le Mausolée Törley (en hongrois : Törley-mauzóleum) est un bâtiment de style Sécession située à Budafok, dans le 22e arrondissement de Budapest.

## Histoire
Le mausolée a été construit pour héberger la dépouille de József Törley, décédé en 1907. Elle a été édifiée sur le point culminant du jardin du château de Törley. La chapelle funéraire mélangeant les styles Art Nouveau et néobyzantin a été construite en 1909.